# Karma
Karma（カルマ）は、日本のボーカルデュオ。櫻井有紀（rice、ex.Raphael）と田澤孝介（Rayflower、ex.Waiveなど）により結成。

## 概要
2012年12月、riceのワンマン公演に田澤がゲスト出演した事をきっかけに櫻井と意気投合。「櫻井有紀×田澤孝介」とのユニット名で2013年2月からライブイベントへの出演やワンマン公演を開催するようになる。同年9月にユニット名を「Karma」と決定した事を発表し、以後CDリリースやコンサートを行っている。2017年5月には南青山MANDALAにてワンマン公演を2日間開催。実力派ボーカリストとして名高い2人の活動は多くの音楽ファンから注目を集めている。

## メンバー
- 櫻井 有紀（さくらい ゆうき）
rice、ex.Raphaelのメンバーとしても活動。呼び名は「有紀」。
- 田澤 孝介（たざわ たかゆき）
ソロ活動を軸に、Rayflower、ex.Waiveなど多数のユニットのメンバーとしても活動。呼び名は「たちあん[7]」「おとと[8]」。

## 結成の経緯
各所属バンドのriceとWaiveは結成が同時期だった事もあり、かねてからライブイベントで共演を重ねて挨拶程度の仲だったが、2012年12月25日のriceのワンマン公演に出演してもらいたいと櫻井がオファーした。
この公演の前月に、riceの前身バンドであるRaphaelが約12年ぶりの再演を果たしていた。それを期に櫻井は自身の役目のようなものが一部分終わったケジメとして、rice結成から約12年間生み出した楽曲の数々ともある種の決着をつけたいと思っていた。これまでは1人で歌ってきたものを今度は違う形でファンの心に留めておいてほしいと考えたところ、他のボーカリストにも歌ってもらいたいという思いが過ぎり、思い浮かんだ人物が田澤だった。
「12月25日にセッションしたい」というメールでのオファーに田澤は二つ返事で快諾したが、本番約10日前の初回リハーサルで初めて2人きりで深い話をした。この時に櫻井の人間性が見えてくるにつれ、このセッションが音楽的なことだけでは収まらない、収めてはいけないものだと感じた田澤は3日後の全体リハーサルまでに櫻井のブログをすべて読み、歴史や人柄を知るにつれて自身に託された事柄の大きさに畏怖や戸惑いを感じながらもオファーされた意味を自分なりに解釈した上で本番に臨んだ。
このステージで2人は好感触を得て、その日の打ち上げの場で「また何か一緒にやろう」と約束をし、1ヶ月足らずの短い期間を置いた翌年2月16日に「櫻井有紀×田澤孝介」とのユニット名でライブイベントに出演した。
櫻井の左側に田澤が立つという立ち位置は2012年12月25日公演以後、すべてのステージで変えていない。

## エピソード
- CDやライブで演奏する楽曲はオリジナルの他、田澤のソロ楽曲やriceの楽曲のアレンジバージョンで[11]、基本スタイルはピアニストをサポートメンバーに迎え、3人でのアコースティック形態である。
- 最初のオリジナル楽曲は『不死鳥のムジーク』。2013年6月27日に行った初めてのワンマン公演『the Third Place』での即興作曲コーナーで櫻井がピアノ、田澤がギターを弾きながらワンコーラスの骨組みを作った。これを田澤が持ち帰り、アレンジして歌詞をつけ、楽曲が完成[12]。同年8月2日、田澤がゲスト出演した櫻井の単独公演にて初披露した[13][14]。